# Фюрстенберг, Аделина фон
Графиня Аделина фон Фюрстенберг-Хердринген (урожденная Джуберян или Куберян (Cüberyan), англ. Adelina von Fürstenberg; 1946, Стамбул, Турция) —  швейцарский арт-куратор армянского происхождения, пионер арт-кураторства и современного искусства. Основатель Центра современного искусства в Женеве. Основатель Art for The World.
В её послужном списке — выставки и перформансы Энди Урохола, Джона Кейджа, Лори Андерсона, Филиппа Гласса, Марины Абрамович, Роберта Уилсона. Благодаря ей — Женева стала флагманским городом современного искусства.

## Биография
Родилась в 1946 году в Стамбуле в армянской семье, в которой несколько поколений были известными архитекторами времен Османской империи. В детстве она переехала с родителями сначала в Италию, а затем в Швейцарию.
В 1974 году она основала и руководила Центром современного искусства в Женеве, где ведущие современные художники проводили выставки. В 1993 году она была удостоена премии на 45-й Венецианской биеннале за работу в Национальном центре современного искусства в Гренобле и за свою школу кураторов.
Более 20 лет Аделина фон Фюрстенберг курировала международные выставки и показы, которые посещали как главы демократических государств, так и тоталитарные диктаторы. Art for The World  — это неправительственная организация по искусству, связанная с Департаментом общественной информации ООН. Она способствует защите прав человека посредством искусства и организует выставки и мероприятия по всему миру с участием художников из разных слоев общества.
В 2015 году павильон Армении, куратором которой была Фюрстенберг, получила "Золотого льва" — главный приз Венецианской биеннале.
В 2017 году её принял президент Армении Серж Саргсян и выразил благодарность за большой вклад в дело наилучшего представления армянского павильона на Венецианской биеннале. В 2015 году Фюрстенберг была награждена медалью Армении «За заслуги перед Отечеством» 2-й степени.